# گل‌تپه، نخجوان
گل‌تپه، نخجوان (به ترکی آذربایجانی: Kültəpə) یک منطقهٔ مسکونی در جمهوری آذربایجان است که در شهرستان بابک واقع شده‌است. منطقه گل‌تپه ۱٬۸۵۹ نفر جمعیت دارد.

## نگارخانه

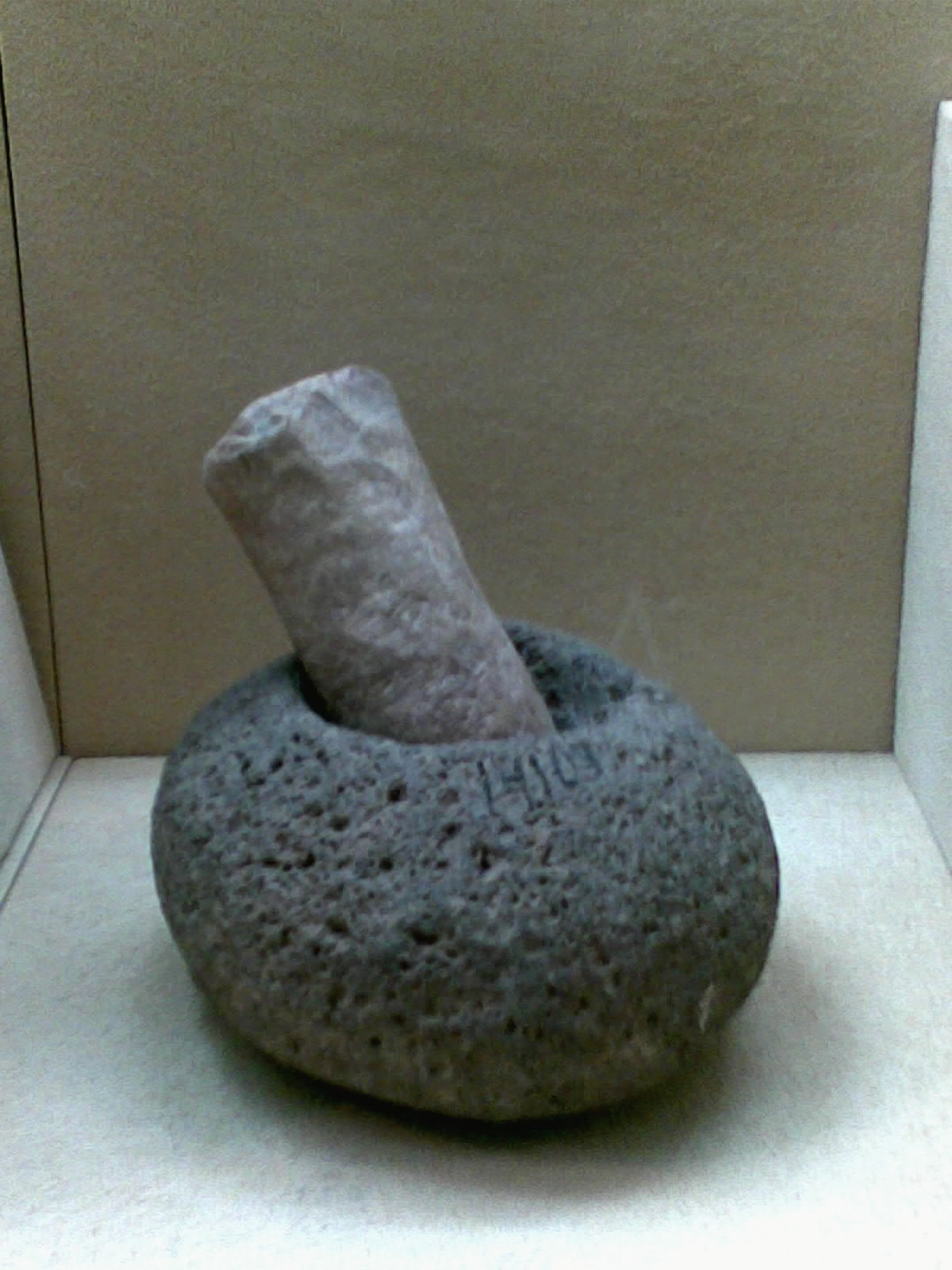
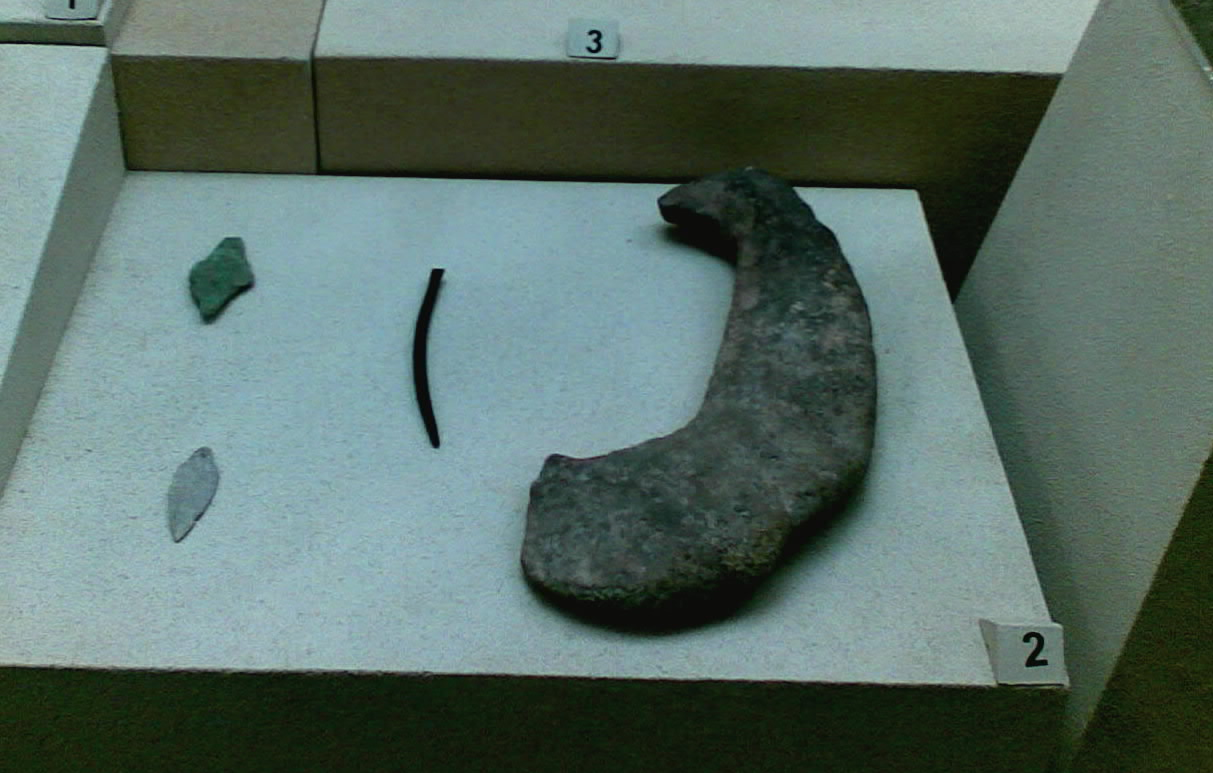
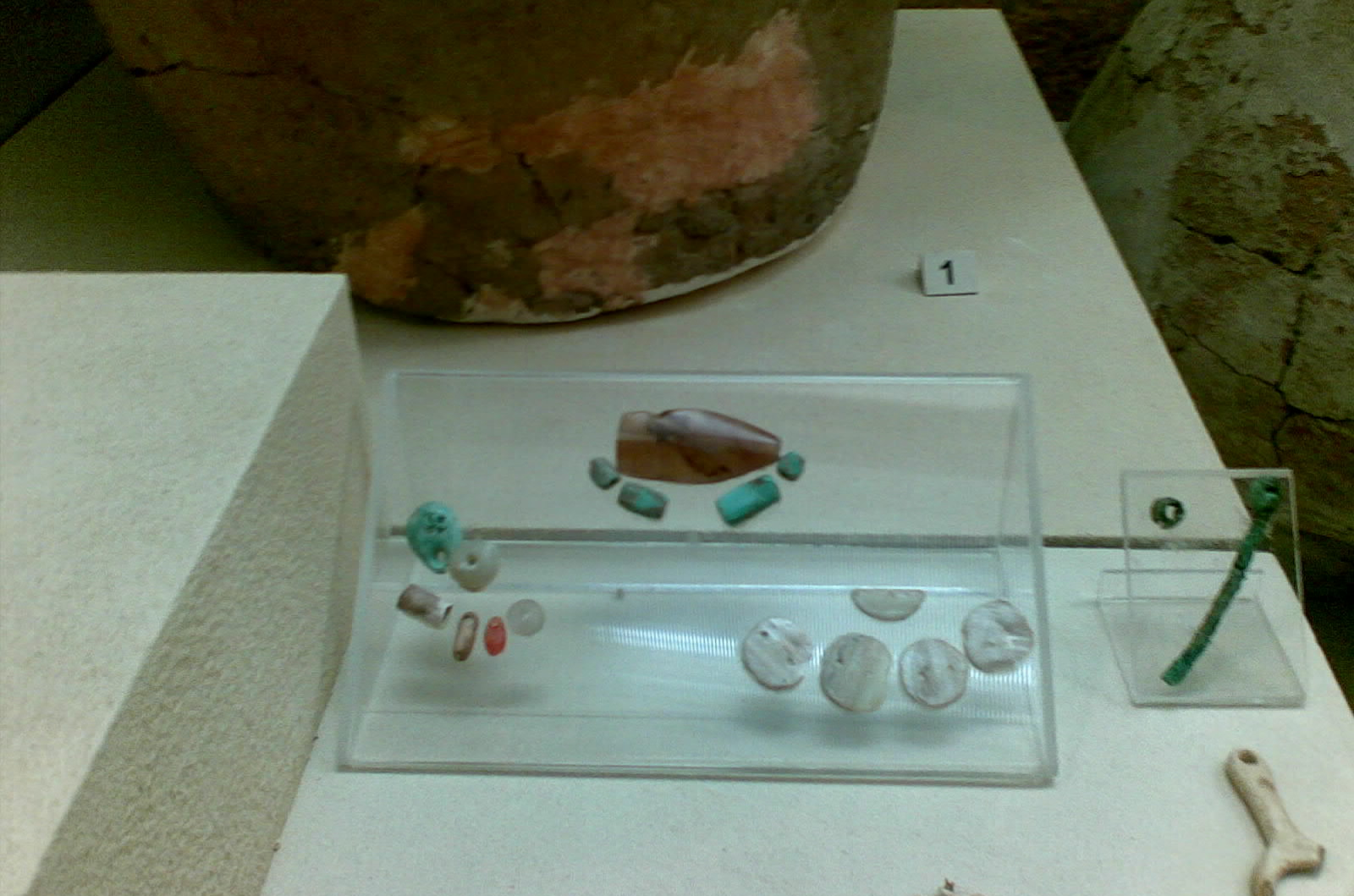
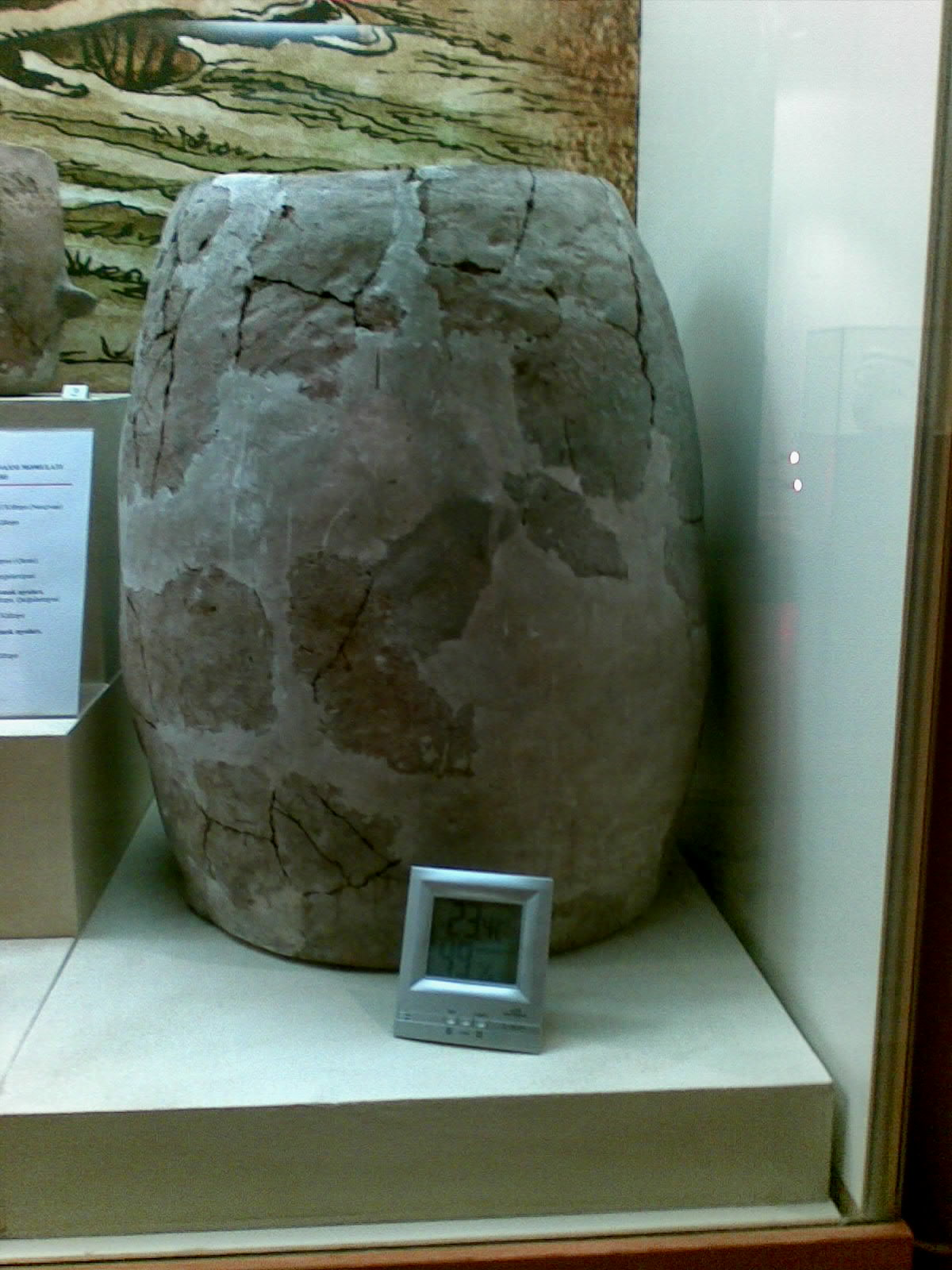